# Paraclius hebes
Paraclius hebes är en tvåvingeart som beskrevs av Van Duzee 1923. Paraclius hebes ingår i släktet Paraclius och familjen styltflugor. Inga underarter finns listade i Catalogue of Life.